# Aleksas I
Aleksas I (zm. po 4 p.n.e.) - szwagier Heroda Wielkiego.
Jego pochodzenie nie jest znane. Był zaufanym stronnikiem i przyjacielem Heroda Wielkiego Około 20 p.n.e. poślubił jego siostrę Salome I. Przypuszcza się, że dzięki temu małżeństwu został namiestnikiem Idumei. Wcześniej to stanowisko piastował poprzedni mąż Salome - Kostobar I, stracony za spiskowanie przeciwko szwagrowi.
W 4 p.n.e. Salome i Aleksas zostali wezwani przez umierającego Heroda do wymordowania wszystkich ludzi, których kazał uwięzić na hipodromie w Jerychu. Po śmierci Heroda zdecydowali się postąpić wbrew woli zmarłego i uwolnić zebranych tam ludzi.
Alekas miał syna Aleksasa II Kalleasa, który poślubił nieznaną z imienia córkę Salome z pierwszego małżeństwa z Józefem I.